# بورخا غرانيرو
بورخا غرانيرو (بالإسبانية: Borja Granero Niñerola) (30 يونيو 1990 ببلنسية في إسبانيا - ) هو لاعب كرة قدم إسباني في مركز الوسط. لعب مع راسينغ سانتاندير وريكرياتيفو وVillajoyosa CF ‏ وفالنسيا ميستايا.

## وصلات خارجية
- بورخا غرانيرو على موقع قاعدة بيانات كرة القدم.إي يو (الإنجليزية)
- بورخا غرانيرو على موقع Soccerway.com (الإنجليزية)
- بورخا غرانيرو على موقع AS.com (الإسبانية)